# Kyröjärvi
Kyröjärvi är en sjö i Finland. Den ligger i kommunen Kemijärvi i landskapet Lappland, i den norra delen av landet, 700 km norr om huvudstaden Helsingfors. Kyröjärvi ligger 152,7 meter över havet. Den är 6,6 meter djup. Arean är 3,53 kvadratkilometer och strandlinjen är 15,02 kilometer lång. Sjön  ingår i Kemi älvs huvudavrinningsområde.   
I övrigt finns följande vid Kyröjärvi:
- Kotajärvi (en sjö)
- Kummunjoki (ett vattendrag)